# Scorpaena
Scorpaena è un genere appartenente alla famiglia Scorpaenidae. I pesci di questo genere sono comunemente conosciuti come scorfani.

## Specie
- Scorpaena afuerae
- Scorpaena agassizii
- Scorpaena albifimbria
- Scorpaena angolensis
- Scorpaena annobonae
- Scorpaena ascensionis
- Scorpaena azorica
- Scorpaena bergii
- Scorpaena brachyptera
- Scorpaena brasiliensis
- Scorpaena calcarata
- Scorpaena canariensis
- Scorpaena cardinalis
- Scorpaena cocosensis
- Scorpaena colorata
- Scorpaena cookii
- Scorpaena dispar
- Scorpaena elachys
- Scorpaena elongata
- Scorpaena fernandeziana
- Scorpaena gasta
- Scorpaena gibbifrons
- Scorpaena grandicornis
- Scorpaena grandisquamis
- Scorpaena guttata
- Scorpaena hatizyoensis
- Scorpaena hemilepidota
- Scorpaena histrio
- Scorpaena inermis
- Scorpaena isthmensis
- Scorpaena izensis
- Scorpaena lacrimata
- Scorpaena laevis
- Scorpaena loppei
- Scorpaena maderensis
- Scorpaena melasma
- Scorpaena mellissii
- Scorpaena miostoma
- Scorpaena moultoni
- Scorpaena mystes
- Scorpaena neglecta
- Scorpaena normani
- Scorpaena notata
- Scorpaena onaria
- Scorpaena orgila
- Scorpaena papillosa
- Scorpaena pascuensis
- Scorpaena pele
- Scorpaena petricola
- Scorpaena plumieri
- Scorpaena porcus
- Scorpaena russula
- Scorpaena scrofa
- Scorpaena sonorae
- Scorpaena stephanica
- Scorpaena sumptuosa
- Scorpaena thomsoni
- Scorpaena tierrae
- Scorpaena uncinata